# Pete Tong + Friends: Ibiza Classics
Albums de Pete Tong, Jules Buckley
Chilled Classics
(2019)
Pete Tong + Friends: Ibiza Classics est un album de compilation réalisé par Pete Tong, Jules Buckley & le Heritage Orchestra. Faisant suite à Chilled Classics (2019), il est sorti chez Ministry of Sound le 3 décembre 2021.

## Titres
| No | Titre                                                      | Artistes crédités             | Durée |
| -- | ---------------------------------------------------------- | ----------------------------- | ----- |
| 1. | Hideaway                                                   | Eats Everything, Vula Malinga | 3:30  |
| 2. | Ghost                                                      | Kölsch                        | 4:50  |
| 3. | Time                                                       | Tale of Us                    | 5:10  |
| 4. | Out of the Blue                                            | Franky Wah                    | 6:31  |
| 5. | Love Can't Turn Around (featuring The Heritage Orchestra)  | Riton, Vula Malinga           | 3:12  |
| 6. | When We Move (featuring Elderbrook)                        | Kölsch                        | 3:51  |
| 7. | Age of Love                                                | Arbat                         | 7:25  |
| 8. | You Got the Love [Live] (featuring The Heritage Orchestra) | Becky Hill                    | 4:00  |

## Classements
| Classements (2021)            | Meilleure position |
| ----------------------------- | ------------------ |
| Écosse (OCC)                  | 19                 |
| Royaume-Uni (UK Albums Chart) | 22                 |